# Kasteel Cantecroy

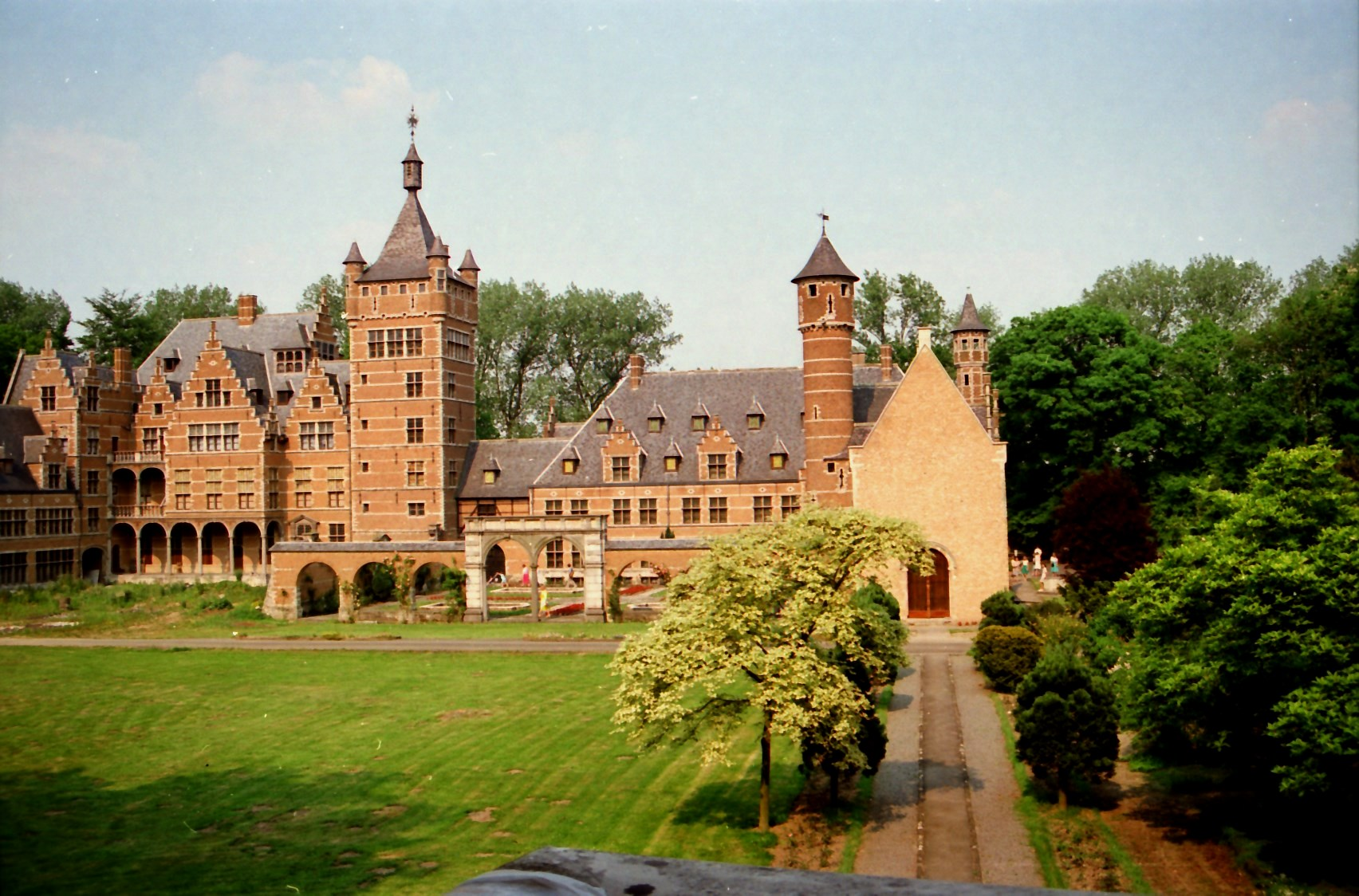
Kasteel Cantecroy

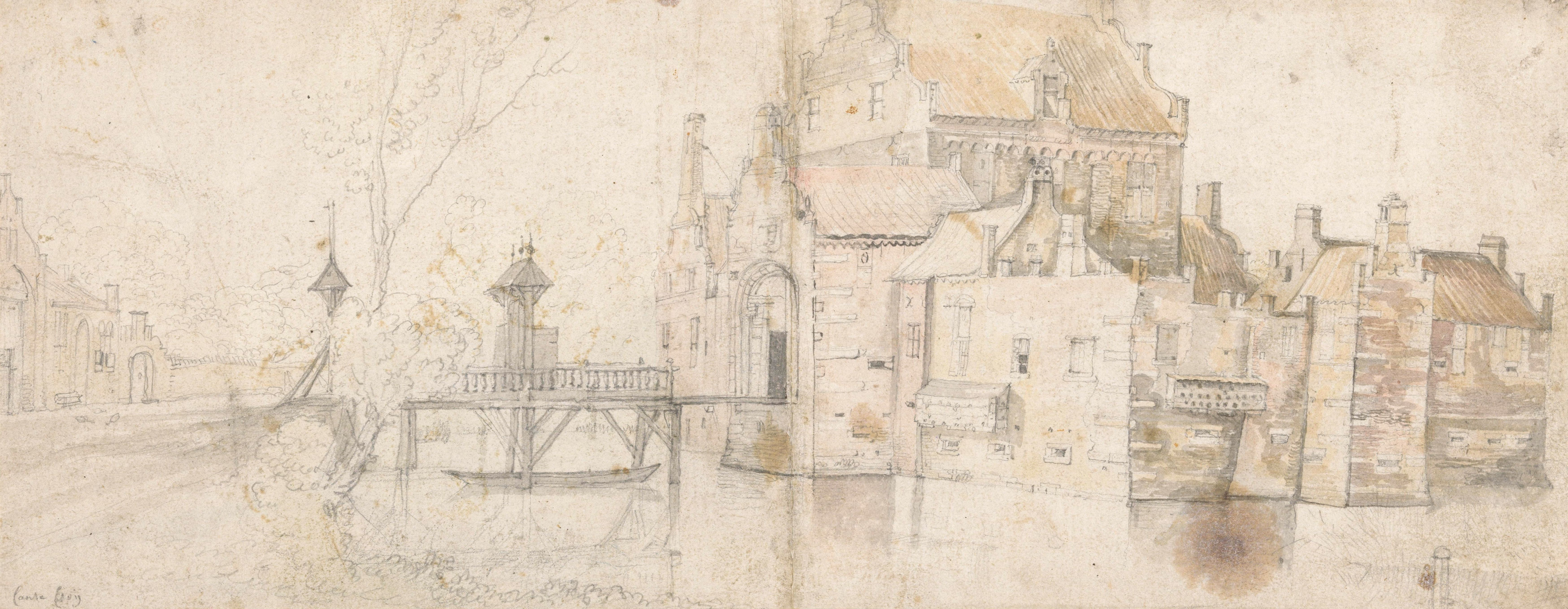
17e-eeuws gezicht op het kasteel, toegeschreven aan Lucas van Uden

Kasteel Cantecroy (ook wel gespeld: Kantekrooi) is een kasteel te Mortsel. De naam heeft niets met het Huis Croÿ te maken, maar is een verbastering van Cantincrode.

## Gebouw
Dit kasteel is van oorsprong een der oudste kastelen van de provincie Antwerpen en is mogelijk ontstaan uit een Frankisch allodium.
De oudste delen van het huidige kasteel gaan terug tot de 13e en 14e eeuw. Er is een kapel uit de 15e eeuw, waarvan de voorgevel in de 17e eeuw gewijzigd is. Er is een poortgebouw uit de 15e en de 16e eeuw, een overblijfsel van een ringmuur uit 1576 en een onderbouw met ronde hoektoren van een oudere ringmuur uit ongeveer 1450. Ook is er een oude gotische hoeve en een schandpaal van de plaatselijke vierschaar.
De huidige voorgevel stamt van omstreeks het einde van de 17e eeuw, toen de graven van Fiennes het slot bezaten. Dezen hebben ook de huidige tuinen doen aanleggen.

## Geschiedenis
Het wordt voor het eerst vermeld in 1239, toen Arnoldus van Cantincrode een charter ondertekende.
In 1284 was er sprake van Welter Volckaert, die tot rentmeester werd aangesteld voor heel het hertogdom Brabant. Ook zijn zoon, Wouter Volckaert, kreeg deze functie. Toen men kritiek had op zijn functioneren droeg deze zijn goederen, waaronder Cantecroy, over aan hertog Jan II van Brabant.
In 1296 kwam Cantecroy in bezit van Willem III Berthout, die uit Grimbergen afkomstig was. Deze staat ook bekend als Willem van Berchem. Hij liet tussen 1296 en 1308 de donjon bouwen, welke in 1618 werd gesloopt.
Zijn zoon stond bekend als Wouter I van Ranst, deze werd de volgende eigenaar. Hij werd opgevolgd door zijn oudste zoon, Jan I van Berchem, die door huwelijk en aankoop ook heer werd van Edegem, Boechout, Hove, Vremde en Millegem. Nadat hij kinderloos stierf kwamen de goederen aan zijn zoon Costin van Berchem. Diens oudste zoon, Jan II van Berchem, volgde hem op, en daarna diens zoon Jan III van Berchem. Deze liet de burcht tot een vesting ombouwen. Hij was raadsheer van Filips de Goede en Karel de Stoute. Ook Jan III stierf kinderloos.
Na de nodige rechtszaken werd het bezit nu gedeeld door Jan van Ranst en Hendrik III van Ranst; de nakomelingen van Costin van Ranst (die huwde met de natuurlijke dochter van hertog Jan III van Brabant), die zelf een zoon was van Wouter II van Ranst, de tweede zoon van Wouter I van Ranst. Uiteindelijk kwam het weer in een enkele hand, want Hendrik van Pontaillier erfde de helft, en kocht in 1538 de andere helft van de toenmalige eigenares, Johanna van Ranst. Doch ook hij stierf kort daarop en zijn weduwe moest het kasteel verkopen.
Nicolas Perrenot de Granvelle (1484-1550) werd de nieuwe eigenaar. Deze invloedrijke staatsman werd opgevolgd door zijn zoon, Antoine Perrenot de Granvelle (1517-1586), eveneens een zeer invloedrijk staatsman, die echter in 1564 tot onderkoning van Napels werd benoemd. Max Morillon, de latere bisschop van Doornik, werd toen beheerder. In 1566 werd het kasteel belegerd door beeldenstormers, maar deze aanval werd afgeslagen.
Hij had al afstand gedaan ten gunste van zijn zoon Thomas Perrenot de Granvelle (1521-1571). Ook kreeg hij voor elkaar dat Cantecroy met de omliggende dorpen tot graafschap werd verheven. Van de zoons van Thomas stierven er drie op jonge leeftijd, en François Perrenot de Granvelle (1555-1606) werd eigenaar. Ook deze stierf kinderloos.
Na de Pacificatie van Gent (1576) werden de koningsgezinden door de prinsgezinden aangevallen en in 1577 moesten ze zich overgeven.
Thomas had echter Cantecroy vermaakt aan de zoon van zijn zus Petronella, François-Thomas d'Oiselet (1589-1629). Keizer Rudolf II vond dit alleen goed als Oiselet zou trouwen met zijn natuurlijke dochter, Charlotte van Oostenrijk (1585-1662).
In 1616 werd het kasteel gekocht door Jan Baptist Maes. Deze had echter schulden bij de stad Antwerpen en de stad heeft toen alle versterkingen gesloopt. Hij moest Cantecroy weer verkopen en wel aan Philip de Godines. Zijn dochter Philippina trouwde met Karel de Fiennes, die hoogbaljuw van Brugge was. Het geslacht Fiennes verkreeg Cantecroy in 1655 en behield het tot 1718. In deze tijd is het slot verbouwd tot de huidige situatie in Vlaamse renaissancestijl.
Vanaf 1718 kwam het slot aan de familie De Termeeren, en in 1823 werd het opnieuw verkocht, nu aan Jozef Renier Osy de Wichem. Deze behoorde tot de afgevaardigden die Leopold van Sachsen-Coburg in 1831 de Belgische troon zouden aanbieden. Nadien waren er nog verschillende bezitters tot het:
In 1914 werd het kasteel gekocht door Petrus Franciscus De Groodt-Van Raemdonck; zo kwam het in 1921 in handen van het echtpaar Arthur De Groodt-Juliette Adant. Zij restaureerden het kasteel en bewoonden het tot 1934. In deze tijd kwamen er beroemde gasten en bewoners. De dichteres Alice Nahon bewoonde van 1927 tot 1932 de kapel, en ook Albert Einstein, op de vlucht voor het antisemitisme in nazi-Duitsland, verbleef een tijdje op het kasteel in afwachting van een visum voor de Verenigde Staten. In die periode was het kasteel een centrum van cultureel leven dankzij de vele intellectuelen, kunstenaars, wetenschappers en ook politiekers die er te gast waren.
In de tweede helft van de 20e eeuw werd het verwaarloosde kasteel gekocht door Rosalie Van Daele, (Antwerpen, 21 februari 1909 - Mortsel, 20 maart 2002) die eigenares was van een winkelketen De Wolmolen. Zij liet het kasteel restaureren, t.t.z. er werden gebouwen aan toegevoegd zoals het er volgens oude tekeningen (16de eeuw) zou uitgezien hebben.

## Huidige situatie
Na het overlijden van Rosalie Van Daele werd het beheer overgenomen door de Zilver Avenue Participatiemaatschappij, die senioren de mogelijkheid bood te participeren in luxe serviceflats. Toen dit dreigde te mislukken is de Kasteel Cantecroy NV opgericht. De luxe serviceflats werden behouden. Daarnaast bevat het kasteel tegenwoordig een voor publiek toegankelijke foyer, verschillende vergaderzalen, een wellness-centrum en een grand café.